# Chiesa di Nostra Signora d'Itria (Orani)
La chiesa di Nostra Signora d'Itria (cresia de Sa Madonna de Sa Itria, in lingua sarda) si trova nel centro storico di Orani, nel rione Sa Itria.
Il tempio, eretto nel XVII secolo, originariamente era dedicato a san Giuliano. Successivamente venne intitolato alla Madonna d'Itria.
La semplice facciata è sormontata da un timpano curvilineo e presenta un piccolo rosone sopra il portale; la superficie muraria del prospetto è ornata da un graffito di Costantino Nivola, realizzato nel 1959. L'interno si presenta ad unica navata voltata a botte, con cappelle laterali. Il presbiterio, in stile gotico, presenta volta a crociera costolonata, decorata da affreschi raffiguranti angeli e cherubini, risalenti al XVIII secolo e attribuiti alla bottega di Pietro Antonio e Gregorio Are, autori in diverse chiese del nuorese di cicli affrescati in stile barocco popolaresco.
La nicchia centrale dell'altare maggiore ospita la pregevole statua della Madonna d'Itria, risalente al XVII secolo, decorata con la tecnica dell'Estofado de oro.